# 이탈리아 빌딩
이탈리아 빌딩(포르투갈어: Edifício Itália)은 브라질 상파울루에 있는 마천루로, 높이는 168m, 층수는 46층, 면적은 52,000m2이다. 1960년부터 1965년까지 건설되었으며 브라질에서 미란치 두 발르 다음으로 두 번째로 높은 초고층 빌딩이다.

## 같이 보기
- 브라질의 마천루 목록
- 남아메리카의 마천루 목록